# San Lorenzo de Maroni
San Lorenzo de Maroni (en francés: Saint-Laurent-du-Maroni) es una comuna francesa ubicada al noroeste de la Guayana Francesa. Tiene una extensión de 4.830 km² y una población de 40.462 habitantes (datos de 2011). Su capital es la segunda ciudad más poblada de la Guayana Francesa, después de Cayena.
La localidad se ubica en la ribera del río Maroni, al otro lado de la ciudad de Albina, en Suriname, del cual se puede llegar por piragua o ferry. Su composición étnica es diversa: amerindios (kal'ina y lokono), mestizos (saramaca, djuka, aluku y pamaka), extranjeros (haitianos, indios, hmong, surinameses, brasileños) y franceses metropolitanos.

## Arquitectura
- Iglesia de San Lorenzo